# قلمرو ماتسوئوکا
قلمرو ماتسوئوکا یا قلمرو هیتاچی-ماتسوئوکا (به ژاپنی: 松岡藩, Matsuoka-han)، یک قلمرو فئودالی بود (هان (ژاپن)) تحت حکومت شوگون‌سالاری توکوگاوا دوره ادو ژاپن، واقع در ولایت هیتاچی ( استان ایباراکی), ژاپن بود.